# Max Oertli

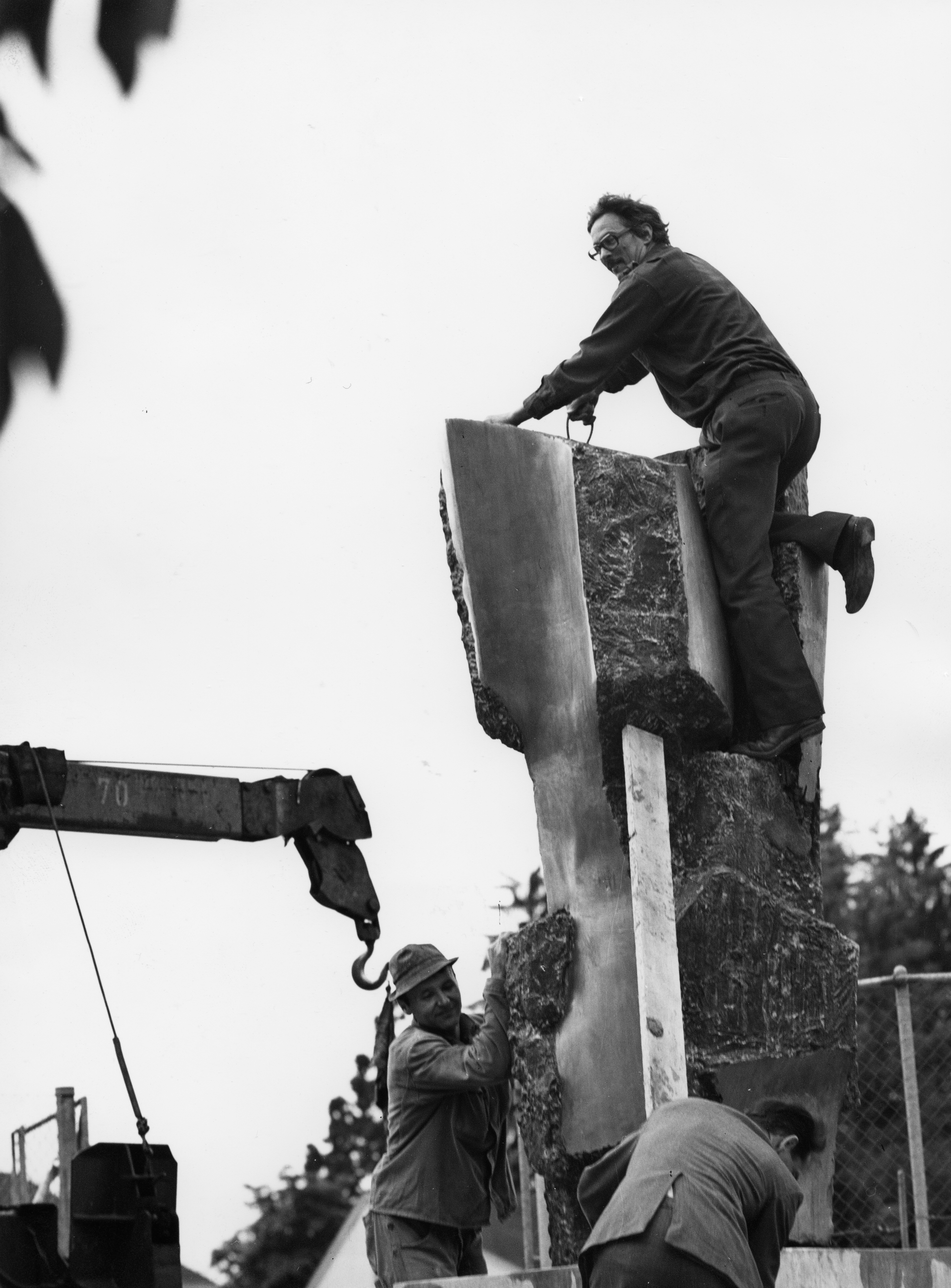
Max Oertli bei der Installation seiner Bronzeplastik beim Sportplatz (1971)

Max Oertli (* 5. August 1921 in Sargans; † 8. Dezember 2007 in St. Gallen) war ein Schweizer Maler und Bildhauer.

## Leben und Wirken

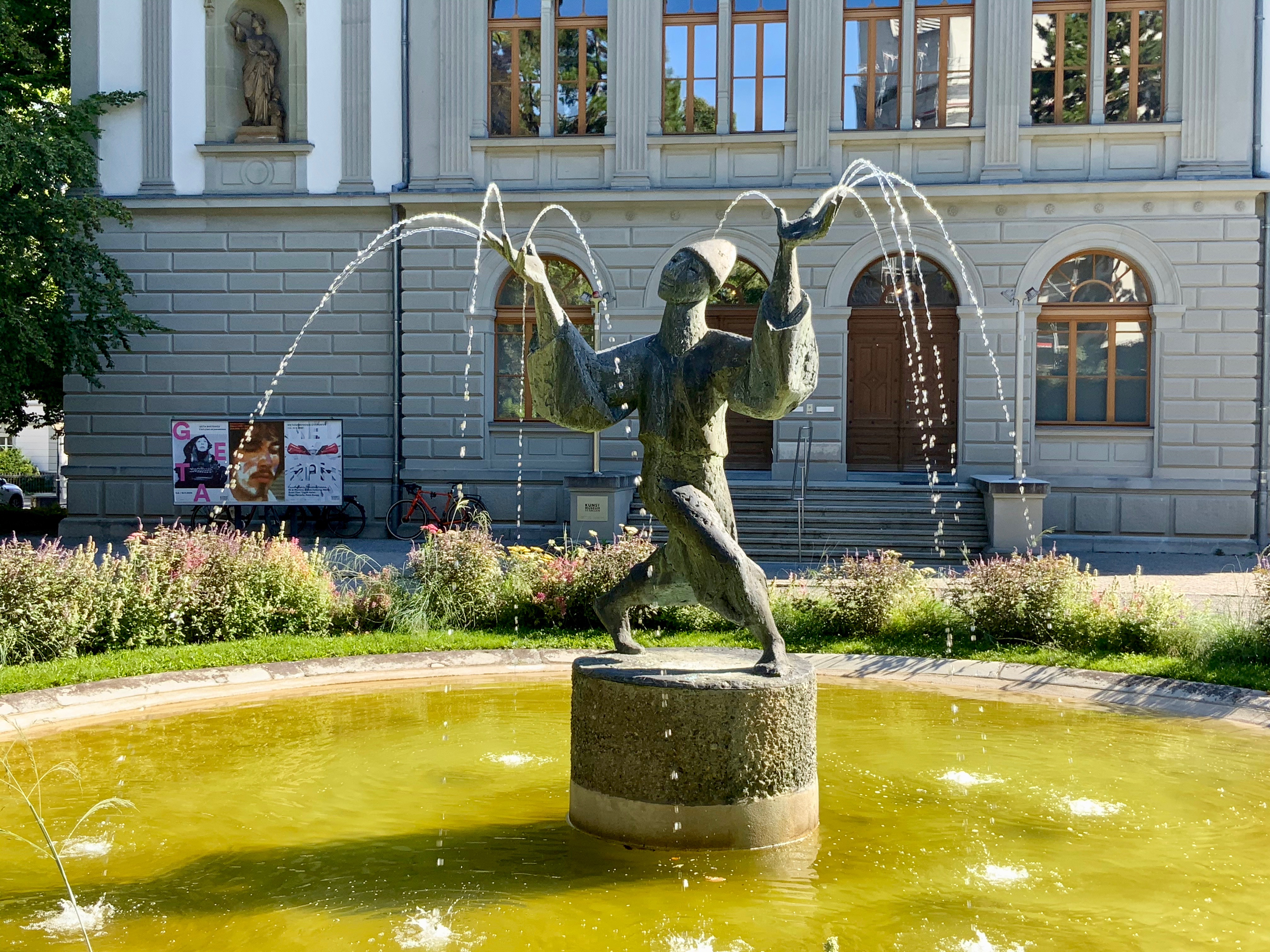
«Gauklerbrunnen» vor dem Kunstmuseum St. Gallen

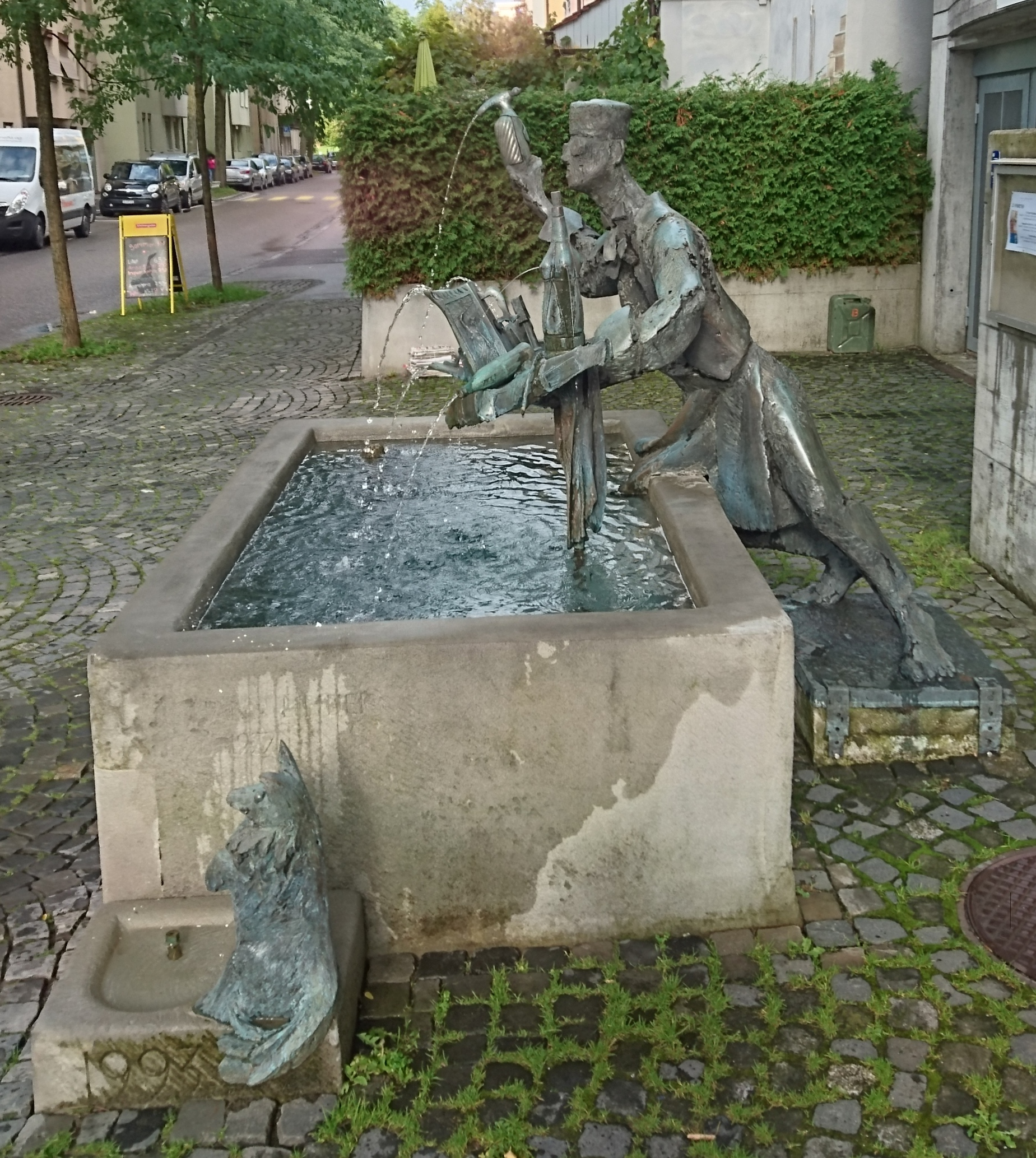
Der Johann-Linder-Brunnen im Linsebühl, St. Gallen

Max Oertli machte von 1938 bis 1941 eine Ausbildung zum Grafiker an der Kunstgewerbeschule Basel. Er lebte und arbeitete ab 1942 in St. Gallen, anfangs bei Werner Weiskönig. Oertli war als Maler, Plastiker, Grafiker, Bühnenbildner, Fotograf, Lehrer und Galerist tätig. Insbesondere als Bildhauer hatte er mit seinen grossformatigen Objekten im Stadtraum Erfolg. Inhalt seiner Zeichnungen und Gemälde sind der Mensch und die menschliche Umgebung.
Bekannte Werke Oertlis sind der «Gauklerbrunnen» (1960), die Brunnenskulptur am Neumarkt und der Johann-Linder-Brunnen (1993) in St. Gallen.
Beim Rathaus in Gossau SG steht eine Bronzeplastik (1966). Ihre pflanzliche Form mit einzelnen Zellen symbolisiert das Wachstum einer Gemeinde. Die Plastik wurde gegossen im Atelier «Bronzearte» Mendrisio und stand ursprünglich im Zentrum eines Brunnens. 
Oertli war in erster Ehe verheiratet mit der 1987 verstorbenen Marthe Hirschmann; aus der Ehe gingen drei Kinder hervor. Später heiratete er die Malerin und Bildhauerin Margrit Edelmann.

## Auszeichnungen
- 1954: Förderpreis der Stadt St. Gallen
- 1985: Internationaler Kunstpreis des Landes Vorarlberg
- 2002: Anerkennungspreis der Stadt St. Gallen

## Publikationen
- mit Simone Schaufelberger-Breguet:  Oertli : Maler + Bildhauer. St. Gallen 2002, ISBN 3-908151-24-4.
- Max Oertli: Freundliche Grüße aus Indien. St. Gallen 2005.